# ヴォー・チ・コン
ヴォー・チ・コン（ベトナム語：Võ Chí Công / 武志公、1912年8月7日 - 2011年9月8日）は、ベトナムの政治家。ベトナム戦争時は南ベトナムの共産党指導者として活動し、ベトナム社会主義共和国建国後、副首相や第2代国家評議会議長（国家元首に相当）などの要職を務めた。

## 経歴
クアンナム省に生まれる。コンの政治活動は、1930年に初期・反フランス民族主義運動家であるファン・ボイ・チャウとファン・チュー・チンに出会ったことに始まる。1935年、インドシナ共産党に入党。第二次世界大戦中はフランス・ヴィシー政権に対する抵抗運動を行い、1942年に逮捕された。懲役25年の判決を受け、バンメトート刑務所に収監されたが、1945年3月に解放された。1945年8月の革命において、ベトナム中部のクアンナム省ダナンの蜂起を指導。1946年、第93連隊政治委員および第5軍区執行部副委員長に任命。その後第一次インドシナ戦争で奮戦した。
1950年、第5連区委員。1952年、クアンナム政治委員会書記。1955年3月、第5戦区副書記。
1958年末、第5戦区書記に就任。1960年9月、ベトナム労働党（後の共産党）第3回党大会において非公然党中央委員として秘密裏に選出。同年12月、南ベトナム民族解放戦線の創立メンバーとなり、同中央委員会幹部会副議長に就任。1962年1月1日、解放戦線の中核となる「南ベトナム人民革命党」 が創設されると党中央委員会議長に就任。また、ベトナム労働党南部中央局（COSVN）副書記を兼ねるなど、南ベトナムにおける党組織の重要人物であった。
ベトナム社会主義共和国建国後の1976年7月、ファム・ヴァン・ドン内閣の副首相に就任し、水産大臣（1976年 - 1977年2月）を兼任。同年12月、ベトナム共産党第4回党大会において政治局員に選出され、党内序列第13位となる。翌1977年から農業大臣（1977年7月 - 1979年）を兼任。1977年9月10日、南部農業改造中央委員会委員長に任命され、直接南部農業集団化運動の指揮を取ることになった。1982年3月、第5回党大会において、政治局員兼書記局員に選出。政治局第7位、書記局第3位の地位に昇進 した。同年4月、副首相を退任。
1986年6月、再び副首相に就任。同年12月の第6回党大会において書記局を退任したが政治局員に再選出され、序列第3位に昇格。1987年6月18日、第8期国会第1回会議において国家評議会議長に選出。1989年6月、憲法修正委員会委員長を兼務し、新憲法（1992年憲法）の作成に尽力した。
1991年6月の第7回党大会において政治局員を退任し、党中央委員会顧問に退いたが、7月の国会人事においては国家評議会議長に留任した。これは新憲法発布と、新たな国家元首が選出されるまでの暫定的措置であった。翌1992年、憲法改正によって国家評議会が廃止され、国家主席制が復活すると、同年9月22日、国家評議会議長を退任した。
1997年12月の第8期党中央委員会第4回総会において党中央委員会顧問を退任した。
2011年9月8日、重病のためホーチミン市の病院で死去。99歳没。

## 顕彰
- 1988年、ディミトロフ勲章（ブルガリア人民共和国）を受章[22]。
- 1988年、十月革命賞（ソビエト連邦）を受賞[22]。
- 1992年6月25日、金星勲章（英語版）を受章[23]。

## 著書
- Trên những chặng đường cách mạng (Hồi ký), NXB Chính trị Quốc gia, Hà Nội, 2001